# 高橋一生
高橋一生（日语：／ Takahashi Issei，1980年12月9日—），日本男演員，東京都出身，畢業於堀越高等學校，隸屬於經紀公司「MY Promotion」。其妻為演員飯豐萬理江。

## 經歷
童年及少年時於赤坂居住，大約20歲後開始獨居。兒童劇團出身的高橋，以2001年《フォーティンブラス》準主角之姿在「劇團扉座」以演員身分出道。其為人所知的聲優演藝活動，有《心之谷》、《兒時的點點滴滴》等。並經常演出知名編劇宮藤官九郎以及坂元裕二的作品。
2015年於《民王》飾演「貝原」秘書一角大受好評，更推出了以貝原為主角的特別篇、短劇以及寫真集。高橋亦憑此角色於第86回日劇學院賞獲得助演男優賞。其後，2016年每一季皆有參演電視劇，而2017年在《四重奏》劇中飾演主要角色之一的「家森諭高」而人氣大幅提升。
2024年5月16日，宣布與飯豐萬理江結婚。

## 人物
- 家中長男，有四個同母異父的弟弟，而三弟為樂隊never young beach的安部勇磨。高橋擔當照顧弟弟的責任，於訪談節目曾透露會教導他們自己記帳及自力更生。
- 和堀越高校同校的現任傑尼斯事務所六人組合V6的岡田准一為好友，其後在2014年NHK大河劇《軍師官兵衛》共演。拍攝期間，高橋在私下亦稱岡田為「大人」[3]。
- 名字「一生」的發音唸法是「issei」，而非較常見的「katsuo」，因而常被叫錯名；2017年拍攝電視劇《四重奏》時高橋開玩笑的請同劇演員滿島光乾脆叫自己「katsuo」。
- 會為身邊的物品取名字，例如洗衣機及汽車。認為取了名字便會有感情，不會隨便捨棄。
- 擅長登山、騎自行車、皮拉提斯、滑板、籃球、吉他及口琴。

## 戲劇作品

### 電視劇
- 続続・三匹が斬る！（日语：続続・三匹が斬る！） 第5話 ｢謎の邪馬台国!王冠を守る霊感美女｣（1990年2月8日，朝日電視台）- 留吉
- ニューヨーク恋物語II・男と女（日语：ニューヨーク恋物語II・男と女）（1990年10月18日 - 12月22日，富士電視台）- 戸上和典
- ルージュの伝言 VOL.7「中央フリーウェイ（日语：中央フリーウェイ）」（1991年5月15日，TBS電視台）
- 愛らぶ家族（1992年，中部日本放送）
- 半七捕物帳 第1話（1992年10月13日，日本電視台）
- 特搜Exceedraft 第38話 ｢不発弾、出前一丁｣（1992年10月25日，朝日電視台）- 大崎太郎
- 恐龍戰隊獸連者 第47話-第50話（1993年1月22日 - 2月12日，朝日電視台）- カイ
- 特集･少年ドラマ「夏の庭」（1993年8月28日，NHK-FM頻率）
- よい子と遊ぼう/J・MOVIE・WARS II 平山秀幸（日语：平山秀幸）篇（1994年7月12日，WOWOW）
- 釣りデカ事件簿 海の密室殺人事件（1997年2月21日，富士電視台）- 朝倉誠
- 夜間中学（1998年1月，日本電視台）- 宮下秀紀
- 庭師サッちゃん（日语：庭師サッちゃん）（1998年1月24日 - 3月19日，NHK）- 叶福助
- 美少女H（日语：美少女H） 第2話、第16話（1998年4月13日 - 1998年9月21日，富士電視台）- 西村
- せつない（日语：せつない） 第19話「線香花火」（1998年，朝日電視台）
- 土曜ワイド劇場（日语：土曜ワイド劇場）（朝日電視台）
  - 「事件6（日语：事件6）」（1998年7月4日）- 岩本勇一
  - 「保護司・夏目清一」（1999年）- 森本修
  - 「殺意の涯て－広域指定188号の女」（2000年12月23日）- 松村洋
  - 「女刑事ふたり（日语：女刑事ふたり）」 第1話（2002年9月14日）- 川島将太
- 金曜エンタテイメント（日语：金曜エンタテイメント）「悪いこと（日语：悪いこと）・3.言いません」（1998年8月21日，富士電視台、共同電視）- 平田則文
- 火曜推理劇場（日语：火曜推理劇場）（日本電視台）
  - 「盲人探偵・松永礼太郎（日语：盲人探偵・松永礼太郎）10・復讐幻想」（1998年11月3日）- 浅野真次
  - 「取調室（日语：取調室）19」（2003年5月27日）- 八坂光彦
  - 「警部補 佃次郎（日语：警部補 佃次郎）21・妻の初恋」（2005年9月6日）- 富沢駿
- なっちゃん家（日语：なっちゃん家） 第7話「なっちゃん家の鏡」（1998年11月14日，朝日電視台）
- 少年たち（日语：少年たち）（1998年12月5日 - 12月19日，NHK）- 杉田耕一
- 大河劇（NHK）
  - 元祿繚亂（1999年）- 柳沢吉里
  - 新選組！（2004年）- 松平定敬
  - 風林火山（2007年）- 駒井政武
  - 軍師官兵衛（2014年）- 井上九郎右衛門
  - 女城主 直虎 第5話-第33話（2017年）- 小野政次
- しくじり鏡三郎（1999年4月，NHK）- 平吉
- L×I×V×E（日语：L×I×V×E）（1999年4月9日 - 6月25日，TBS電視台）- 斉藤
- コワイ童話（日语：コワイ童話）「親ゆび姫」（1999年9月 - 10月，TBS電視台）- 君島祐一
- 3年B組金八先生 第5季 第18話「自分を探す旅」（2000年2月24日，TBS電視台）- 壽司店外送打工
- 池袋西口公園　第3話、第6話、第7話、第10話、第11話（2000年4月14日- 6月23日，TBS電視台）- 森永和範
  - 池袋西口公園「スープの回」（2003年3月28日）- 森永和範
- はみだし刑事情熱系（日语：はみだし刑事情熱系） 第5季 第4話「17歳の反抗と逃亡!!娘が去った父と母…」（2000年10月25日，朝日電視台）- 三浦悟
- HERO 第10話（2001年3月12日，富士電視台）- 古田晋一
- 超人力霸王高斯 第21話、第22話、第63話（2001年，每日放送）- ミツヤ
- 世界奇妙物語（富士電視台）
  - 世にも奇妙な物語 秋の特別編 (2001年)（日语：世にも奇妙な物語 秋の特別編 (2001年)）「ドラマティックシンドローム」（2001年10月4日）- 隆幸
  - 世にも奇妙な物語 25周年記念!秋の2週連続SP（日语：世にも奇妙な物語 25周年記念!秋の2週連続SP）「箱」（2015年11月28日）- 吉野大輔
  - 世にも奇妙な物語 '16春の特別編（日语：世にも奇妙な物語 '16春の特別編）「クイズのおっさん」（2016年5月28日）- 古賀三郎（與松重豐雙主演）
- こちら第三社会部（日语：こちら第三社会部） 第1話「カムバック」（2001年10月8日，TBS電視台）- 野島哲史
- ハンドク!!!（日语：ハンドク!!!） 第7話「生命のリレー」（2001年11月21日，TBS電視台）- 南野風
- 救命病棟24時 新春特別劇（2002年1月1日，富士電視台）- 大丸
- 税務調査官・窓際太郎の事件簿8（日语：税務調査官・窓際太郎の事件簿8）（2002年1月14日，TBS電視台）- 船津陽一
- 犯罪交渉人ゆり子2（日语：犯罪交渉人ゆり子2）「水上温泉立てこもり事件」（2002年4月3日，東京電視台）- 児玉綾人
- 遺言 桶川ストーカー殺人事件の深層（2002年10月28日，日本電視台）
- 言えない関係（2002年11月19日，日本電視台）- 相川栄一
- みちのく紅花街道の女（2003年3月15日，朝日電視台）- 島村信彦
- 再見了，可魯 （2003年6月16日 - 7月28日，NHK）- 水戶家兒子
- 菊次郎とさき（日语：菊次郎とさき） 第5話（2003年7月31日，朝日電視台）
- ウルトラQ dark fantasy（日语：ウルトラQ dark fantasy） 第19話 「レンズ越しの恋」（2004年8月3日，東京電視台）- 矢島忠 / 矢島茂雄
- はぐれ刑事純情派（日语：はぐれ刑事純情派） 第17季 第6話「青年介護士の犯罪!?優しい男がキレる時」（2004年8月11日，朝日電視台）
- 怪奇大家族（日语：怪奇大家族）（2004年10月3日 - 12月26日，東京電視台）- 忌野清四（主演）
- 相棒（朝日電視台）
  - Season 4 第4話、第5話（2005年11月2日、9日） - 安斉直太郎
  - Season 5 第5話（2006年11月8日） - 安斉直太郎
- 土曜ドラマ（日语：土曜ドラマ）超越巔峰 (日本電影)（2005年12月10日、17日，NHK）- 安西燐太郎
- ケータイ刑事 銭形雷（日语：ケータイ刑事 銭形雷） 第1季 第17話「ミステリー作家は二度死ぬ!?〜江戸川サンポ殺人事件」（2006年1月1日，BS-i）- 江戸川清
- 少しは、恩返しができたかな（日语：少しは、恩返しができたかな）（2006年3月22日，TBS電視台）- 北原雅一
- 吾輩は主婦である（日语：吾輩は主婦である）（2006年5月22日 - 7月14日，TBS電視台）- 朝野匠（筆名：夜しずか）
- 土曜プレミアム（日语：土曜プレミアム）「死亡推定時刻」（2006年9月9日，富士電視台）渡邊利一（回想）
- 淚光閃閃 4小時特別劇（2006年9月29日，TBS電視台）
- 恋する日曜日 ニュータイプ（日语：恋する日曜日 ニュータイプ） 第12話（2006年12月23日、BS-i）- 秋山和之
- 特急田中3号（日语：特急田中3号）（2007年4月13日 - 6月22日，TBS電視台）- 三島健
- Sexy Voice & Robo（日语：セクシーボイスアンドロボ） 第7話（2007年，日本電視台）（原定在5月22日播出，但因要播出愛知縣長久手町事件而中止，此話有收錄於DVD中）
- 潮風の診療所〜岬のドクター奮戦記〜（日语：潮風の診療所〜岬のドクター奮戦記〜）（2007年6月22日，富士電視台）- 久保田淳
- 醫龍-Team Medical Dragon-2（2007年10月11日 - 12月20日，富士電視台）- 外山誠二
  - 醫龍-Team Medical Dragon-3 第9話、第10話（2010年12月9日、16日）- 外山誠二
- 1磅的福音（2008年1月12日 - 3月8日，日本電視台）- 石坂雄介
- ゴンゾウ 伝説の刑事（日语：ゴンゾウ 伝説の刑事）（2008年7月2日 - 9月10日，朝日電視台）- 日比野勇司
- 鐵之骨（2010年7月3日 - 7月31日，NHK）- 山本勲
- SOIL（日语：SOIL）（2010年3月6日 - 4月24日，WOWOW）- 片栗尚吾
- MM9（2010年，每日放送）- 灰田涼
- 外科医 須磨久善（日语：外科医 須磨久善）（2010年9月5日，朝日電視台）- 野村兒子
- 見知らぬわが町（2010年12月10日，NHK福岡）- 岡林利之
- Tri-Age～三世代的挑戰～ / 第二回 金田一家三代人的故事（2011年2月10日、NHK BS-hi）- 石川啄木
- 媽媽們的戰爭（2011年4月 - 6月，富士電視台）- 安野英孝
- 晨間劇（NHK）
  - 太陽公公 第12週（2011年6月）- 上原秀雄
  - 笑天家（2017年10月2日 - 2018年3月31日）- 伊能栞
- ラストマネー -愛の値段-（日语：ラストマネー -愛の値段-） 第4話（2011年10月4日，NHK）- 山之内隆道
- 火車 (消歧義)（2011年11月5日，朝日電視台）- 倉田康司
- 還有第11人！ 第6、7話（2011年11月25日、12月2日，朝日電視台）- 外山謙介
- 妄想捜査〜桑潟幸一准教授のスタイリッシュな生活（日语：妄想捜査〜桑潟幸一准教授のスタイリッシュな生活） 第6話（2012年2月26日，朝日電視台）- 山内康夫
- 被稱作早海的日子 第8話、9話（2012年3月4日・11日，富士電視台） - 鳥谷秋彦
- 時代劇法廷 CASE 9 被告人は土方歳三（日语：時代劇法廷 CASE 9 被告人は土方歳三）（2012年3月20日，時代劇專門頻道） - 土方歲三
- W的悲劇（2012年4月26日 - 6月14日，朝日電視台） - 間崎鐘平
- 浪花少年偵探團 第6話（2012年8月6日，TBS電視台）- 山下博夫
- 澪之料理帖（2012年9月22日，朝日電視台）- 又次
- 一人靜 第1話（2012年10月21日，WOWOW）- 木崎信吾
- LAST HOPE 第6話（2013年2月19日，富士電視台）- 斉藤健
- ラスト・ディナー（日语：ラスト・ディナー） 第6夜「エール」（2013年4月13日，NHK BS Premium）- カイト
- たべものがたり 彼女のこんだて帖（日语：たべものがたり 彼女のこんだて帖） 第5話、第6話（2013年4月14日、21日，NHK）- 山田尚哉
- 激流～你還記得我嗎？～（2013年6月25日 - 8月13日，NHK）- 秋芳研二
- Woman（2013年7月3日 - 9月11日，日本電視台）- 澤村友吾
- 夜のせんせい（日语：夜のせんせい）（2014年1月17日 - 3月21日，TBS電視台）- 山田一郎
- モザイクジャパン（日语：モザイクジャパン）（2014年5月18日 - 6月15日，WOWOW）- 九井良明
- 彼得的葬列（2014年7月7日 - 9月15日，TBS電視台）- 橋本真佐彦
- 信長協奏曲 第5話（2014年11月10日 - 12月22日，富士電視台）- 淺井長政
- 所以到荒野（日语：だから荒野）（2015年1月11日 - 3月1日，NHK BS Premium）- 亀田章吾
- Dr.倫太郎（2015年4月15日 - 6月17日，日本電視台）- 福原大策
- 民王（2015年7月24日 - 9月18日，朝日電視台）- 貝原茂平
  - 民王スペシャル〜新たなる陰謀〜（2016年4月15日）
  - 民王スピンオフ〜恋する総裁選〜（2016年4月22日）- 主演
  - 人民之王番外篇 秘書貝原與六個可疑客戶（2016年4月23日）- 主演
  - 民王R 第1話（2024年10月22日）
- ザ・プレミアム（日语：ザ・プレミアム）「玉音放送を作った男たち」（2015年8月1日，NHK BS Premium）- 陸軍少佐・畑中健二
- 山本周五郎人情時代劇（日语：山本周五郎人情時代劇） 第1話「なみだ橋」（2015年10月6日，BS JAPAN）- 新吉
- ザ・プレミアム（日语：ザ・プレミアム）「大江戸炎上」（2016年1月3日，NHK BS Premium）電視劇部分 - 保科正之
- 那一年我們談的那場戀愛（2016年1月18日 - 3月21日，富士電視台）- 佐引穣次
- 我的危險妻子（2016年4月19日 - 6月14日，關西電視台、富士電視台） - 鯨井和樹
- 首相閣下的料理人（2016年7月22日 - 9月9日，朝日電視台）- 清澤晴樹
- プリンセスメゾン（日语：プリンセスメゾン）（2016年10月25日 - 12月13日，NHK BS Premium）- 伊達政一
- 不期而愛 わたしに運命の恋なんてありえないって思ってた（日语：わたしに運命の恋なんてありえないって思ってた）（2016年12月20日，關西電視台）- 黑川壯一郎
- 四重奏（2017年1月17日 - 3月21日，TBS電視台）- 家森諭高
- 這就是我們 THIS IS US（日语：THIS IS US）（2017年10月1日 - 2018年2月4日，NHK）- 凱文·皮爾森（日本配音版）
- 民眾之敵～這世道，不是很奇怪嗎！？～（2017年10月23日 - 12月25日，富士電視台）- 藤堂誠
- 我們是由奇蹟構成的（2018年10月9日 - 12月11日，關西電視台、富士電視台）- 相河一輝（主演）
- 新月（日语：みかづき (小説)#テレビドラマ）（2019年1月26日 - 2月23日，NHK綜合） - 大島吾郎（與永作博美雙主演）
- 赤バッヂ（2019年3月2日，富士電視台） - 牧田修 ※於2012年拍攝
- 東京獨身男子（2019年4月13日 - 6月8日，朝日電視台）- 石橋太郎（主演）[4]
- 凪的新生活（2019年7月19日 - 9月20日，TBS電視台） - 我聞慎二
- 這時候製作了部新劇 第3夜「轉・幸・生」（2020年5月8日，NHK綜合）- 高橋一生[5]
- 龍之道 雙面復仇者（2020年7月28日 - 9月15日，關西電視台、富士電視台） - 矢端竜二
- 岸邊露伴一動也不動（1～3集） （2020年12月28日 - 12月30日，NHK綜合） - 岸邊露伴（主演）
- 天國與地獄～瘋狂的2人～（2021年1月17日 - 3月21日，TBS電視台） - 日高陽斗
- 岸邊露伴一動也不動（4～6集）（2021年12月27日 - 12月29日，NHK綜合） - 岸邊露伴（主演）
- 不能相愛的兩個人（2022年1月10日 - 3月21日，NHK綜合） - 高橋羽（與岸井雪乃雙主演）
- INVISIBLE （2022年4月15日 - 6月17日，TBS電視台） - 志村貴文（主演）
- 雪國（2022年4月16日，NHK BS Premium） - 島村（主演）
- 岸邊露伴一動也不動（7～8集） （2022年12月26日 - 12月27日，NHK綜合） - 岸邊露伴（主演）
- 6秒間的軌跡~煙花師望月星太郎的憂鬱（2023年1月14日 - 3月18日，朝日電視台） - 望月星太郎（主演）
  - 6秒間的軌跡~花火師望月星太郎第二次的憂鬱（2024年4月13日 - 6月8日，朝日電視台） - 望月星太郎（主演）
- 岸邊露伴一動也不動（9集）（2024年5月10日，NHK綜合） - 岸邊露伴（主演）
- 怪醫黑傑克（2024年6月30日，朝日電視台） - 黑傑克（主演）
- 零日攻擊（2025年8月2日 - 8月31日，公視、LINE TV） - 藤原偉（主演）
- 1972 渚之螢火（2025年10月19日，WOWOW） - 真榮田太一（主演）

### 電影
- ほしをつぐもの（1990年2月3日，松竹富士（日语：松竹富士））- 遠藤正平
- ひめゆりの塔 (1995年)
- 友子の場合（1996年，東映）- 岡田時雄
- 暴風雪（2000年，東寶）- 雨宮健二
- 青春電幻物語（2001年）- 池田先輩
- 恋愛寫眞 Collage of Our Life（2003年）- 関口恭平
- 追殺比爾（2003年）- Crazy 88成员
- 半落ち（2004年）- 池上
- 在世界的中心呼喊愛情（2004年）- 大木（少年時期）
- 茶の味（2004年）- 囲碁部部長
- 搖擺女孩（2004年）- 山河高校吹奏楽部部長
- LOVEHOTELS（2006年）- ハルキ
- MEATBALL MACHINE -ミートボールマシン-（2006年）- ヨウジ（主演）
- LOVE MY LIFE（日语：LOVE MY LIFE）（2006年）- タケちゃん
- マリッジリング（2007年12月8日，アートポート）- 藤沢佳介
- 重金搖滾雙面人（2008年8月23日，東寶）- 佐治秀紀
- TOKYO SKY STORY（日语：TOKYO SKY STORY）（2013年5月23日）- コウジ
- 正宗哥吉拉（2016年7月29日，東寶）- 安田龍彥
- ゾウを撫でる（2017年1月14日，シネムーブ）- 鏑木孝一
- 3月的獅子（2017年3月18日・4月22日，東寶）- 林田高志
- 裸睡美人（日语：THE_LIMIT_OF_SLEEPING_BEAUTY-リミット・オブ・スリーピング_ビューティ-） （2017年10月21日，アーク・フィルムズ）- カイト
- 愛上謊言的女人（日语：嘘を愛する女）（2018年1月20日，東寶）- 小出桔平
- blank13 多桑不在家（日语：blank13 多桑不在家）（2018年2月3日，クロックワークス）- 松田コウジ（主演）
- 妖猫传（2018年2月24日，東寶）- 白楽天（日本配音版）
- 飛上天空的輪胎（2018年6月15日，松竹）- 井崎一亮
- 億男（日语：億男）（2018年10月19日，東寶）- 九十九
- 直至遇上九月之戀（日语：九月の恋と出会うまで）（2019年3月1日，華納兄弟）- 平野進（與川口春奈雙主演)
- 武士搬家好吃驚（2019年8月30日、松竹）- 鷹村源右衛門 [6]
- 愛情人形（日语：ロマンスドール）（2020年1月24日，KADOKAWA） - 北村哲雄（主演）
- 間諜之妻（2020年10月16日，ビターズエンド） - 福原優作
- 神劍闖江湖 最終章 The Beginning（2021年6月4日，華納兄弟）- 桂小五郎
- 新·超人力霸王（2021年5月13日）- 超人力霸王（配音）
- 岸邊露伴在羅浮（2023年5月26日，Asmik Ace）- 岸邊露伴（主演）
- 岸邊露伴一動也不動 懺悔室（2025年5月23日，Asmik Ace）- 岸邊露伴（主演）

### 動畫配音
- 兒時的點點滴滴（1991年，吉卜力工作室）
- 心之谷（1995年，吉卜力工作室） - 天澤聖司
- ムーミン谷のなかまたち (2019年4月4日 - 、NHK BS4K） - スナフキン（日本配音版）

### 舞台劇
- レ・ミゼラブル（1991年） - ガブローシュ
- フォーティンブラス（2001年，扉座）
- ハルシオン・デイズ（2004年，KOKAMI@network）
- 新編・吾輩は猫である（2005年，シスカンパニー）
- 歩兵の本領（2005年）
- トランス ユースバージョン（2005年，KOKAMI@network）
- M&O plays森崎事務所プロデュース「冰淇淋人(アイスクリームマン)」（2005年）岩松了導演作品 飾演：花輪
- 漂う電球（2006年，編劇：ウディ・アレン、執導：ケラリーノ・サンドロヴィッチ）
- ファイナルファンタジックスーパーノーフラット（2007年，編劇、執導：本谷有希子）
- 瞼の母（2008年）
- から騒ぎ（2008年）
- イッセーオカダ 空箱（2008年）
- ガス人間第一号（2009年）
- エネミイ（2010年7月，新国立劇場） - 息子・礼司
- 窓（2010年9月，編劇、執導：倉持裕，本多劇場）清輝
- 深説・八犬伝〜村雨恋奇譚〜（2011年2月，編劇、執導：西田大輔，シアタークリエ） - 犬塚信乃（主演）
- 第三舞台 封印解除&解散公演「深呼吸する惑星」（2011年11月，編劇、執導：鴻上尚史） - 銀河/橘
- 温室（2012年6月，編劇：ハロルド・ピンター，執導：深津篤史，新国立劇場）- ギブス
- 朗讀劇
  - 不帰の初恋、海老名SA（2012年，編劇、執導：坂元裕二）
  - 不帰の初恋、海老名SA、カラシニコフ不倫海峡（2014年，編劇、執導：坂元裕二）
  - 忘れえぬ 忘れえぬ、不帰の初恋、海老名SA、カラシニコフ不倫海峡（2020年4月上演預定，編劇、執導：坂元裕二，よみうり大手町ホール）
- 4 four（2012年11月，編劇：川村毅、執導：白井晃，三軒茶屋シアタートラム）
- Like Dorothy ライクドロシー（2013年11月，編劇、執導：倉持裕，本多劇場 ） - アクロ
- 不帰の初恋、海老名SA、カラシニコフ不倫海峡（2014年，編劇、執導：坂元裕二） - エリオット
- マーキュリー・ファー Mercury Fur（2015年2月，執導：白井晃、シアタートラム）
- 元禄港歌〜千年の恋の森〜（2016年1月，執導：蜷川幸雄，東京Bunkamuraシアターコクーン／大阪シアターBRAVA！） - 万次郎
- レディエント・バーミン（2016年7月，執導：白井晃，シアタートラム） - オリー
- 絢爛豪華 祝祭音楽劇 天保十二年のシェイクスピア（2020年2月・3月、編劇：井上ひさし、執導：藤田俊太郎、日生劇場／梅田芸術劇場） - 佐渡の三世次（主演）
- NODA・MAP第24回公演 『フェイクスピア』 （页面存档备份，存于）（2021年5月-7月，編劇、執導：野田秀樹，東京芸術劇場プレイハウス／新歌舞伎座）- Mono（主演）
- パルコ・プロデュース2022「2020」 （页面存档备份，存于）（2022年7月-8月，編劇：上田岳弘、執導：白井晃，PARCO劇場）- 一人舞台劇
- NODA・MAP第26回公演『兎、波を走る』 （页面存档备份，存于）（2023年6月-8月，編劇、執導：野田秀樹）

## 音樂作品
- Doughnuts Hole「おとなの掟」（2017年，電視劇『四重奏』主題曲。作詞・作曲：椎名林檎） ※Doughnuts Hole為劇中四個主要角色組成的團體（高橋一生、松隆子、滿島光、松田龍平）
- 「きみに会いたい-Dance with you-」（2019年6月5日，主演電視劇『東京單身男子（日语：東京独身男子）』主題曲。作詞・作曲：宮本浩次）

## 獎項
- 第67回日本文化廳藝術祭演劇部門 新人獎（世田谷パブリックシアタープロデュース《4 four》）
- Oricon第1回CONFiDENCE日劇大獎 助演男優賞（民王）[7]
- 第86回日劇學院賞 助演男優賞（民王）[8]

2017年度
- 第7回CONFiDENCE日劇大獎 助演男優賞（四重奏）
- 第92回日劇學院賞主題曲賞《大人的法則》（四重奏）
- 第30回メガネベストドレッサー賞　2017
- PENクリエイター・アワード2017
- Yahoo!検索大賞2017俳優部門

2018年度
- 2018年エランドール賞新人賞：TVガイド賞
- 第95回日劇學院賞　助演男優賞（女城主直虎）
- CONFiDENCE日劇大獎 2017 年間大獎　助演男優賞（女城主直虎、四重奏）
- 第55回銀河賞 電視部門個人賞（女城主直虎、民眾之敵～這世道，不是很奇怪嗎！？～、笑天家）
- 第35回ベストジーニスト2018 協議会選出部門
- 第47回ベストドレッサー賞 芸能部門
- 第31回日刊體育電影大獎 助演男優賞（飛上天空的輪胎、愛上謊言的女人（日语：嘘を愛する女）、億男（日语：億男））

2019年度
- 第20回ベストフォーマリスト 男性部門
- 第102回日劇學院賞 助演男優賞（凪的新生活)

2021年度
- 第107回日劇學院賞 助演男優賞（天國與地獄)

2022年度
- 第29回讀賣演劇大賞（日语：読売演劇大賞） 最優秀男優賞（フェイクスピア）

## 争议

### 参与拍摄《零日攻击》遭反對
2024年7月間，高橋一生因拍摄海峽兩岸關係主題戲劇《零日攻擊》，遭中國大陸網友質疑為何接拍政治劇。此後，中國大陸方面多個平臺下架有關該劇的信息。

## 外部連結
- 高橋一生在互联网电影资料库（IMDb）上的資料（英文）
- 高橋一生的Instagram帳戶
- MY Promortion官方網站
- 劇団扉座個人檔案
- 期間限定インスタグラム的Instagram帳戶